# Agora (film)
Agora (titlu original în spaniolă: Ágora) este un film spaniol istoric în limba engleză din 2009 regizat de Alejandro Amenábar. În rolurile principale joacă actorii Rachel Weisz și Max Minghella. Weisz interpretează rolul Hypatiei, o matematiciană, filozoafă și astronomă greacă ce a trăit în Egiptul roman, la Alexandria. Ea investighează defectele sistemului geocentric ptolemeic și modelul heliocentric care îl contestă. Înconjurată de o criză majoră religioasă și de tulburări sociale, Hypatia se luptă pentru a salva cunoștințele antichității clasice de la distrugere. Max Minghella joacă rolul lui Davus, sclavul tatălui Hypatiei, iar Oscar Isaac ca elev al Hypatiei și viitorul prefect al Alexandriei, Orestes.
Povestea filmului folosește ficțiunea istorică pentru a evidenția relația dintre religie și știință în timpul declinului greco-romane al politeismului și creștinarea Imperiului Roman. Titlul filmului vine de la agora, un loc de întâlnire în Grecia antică, similar cu forumul roman. Filmul a fost produs de Fernando Bovaira și filmările au avut loc pe insula Malta din martie până în iunie 2008. Justin Pollard, co-autor al The Rise and Fall of Alexandria (Ascensiunea și căderea Alexandriei, 2007), a avut rolul de consilier istoric al filmului.
 Agora a fost difuzat în afara competiției, în luna mai, la Festivalul de Film de la Cannes din 2009 și a avut premiera în Spania la 9 octombrie 2009, devenind filmul cu cele mai mari încasări în 2009 din această țară. Deși filmul a avut dificultăți în găsirea distribuției, el a fost lansat în numeroase țari la sfârșitul anului 2009 - începutul anului 2010. Filmul a primit recenzii în general pozitive, având un scor favorabil de 53% pe site-ul Rotten Tomatoes și șapte Premii Goya în Spania, inclusiv pentru cel mai bun scenariu original. A fost distins cu Premiul de Film al Fundației Alfred P. Sloan la Festivalul de Film Internațional de la Hamptons.

## Prezentare
În 391 AD, Alexandria este parte a Imperiului Roman, iar filozoafa greacă Hypatia (Rachel Weisz) este o  profesoară la școala platonică, unde sunt educați viitorii conducători. Hypatia este fiica lui Theon (Michael Lonsdale), directorul al Musaeum-ului din Alexandria. Hypatia, sclavul tatălui ei, Davus (Max Minghella) și doi dintre elevii săi,  Oreste (Oscar Isaac) și Synesius (Rupert Evans), sunt cufundați în peisajul politic și social în schimbare. Ea respinge dragostea lui Orestes (ea îi oferă un prosop cu sângerări menstruale pentru a-i arăta că dragostea are neajunsurile sale, în timp ce studiul nu are nici unul): ea preferă să se dedice doar științei. Davus o ajută pe Hypatia la clasele ei și este interesat de știință, fiind, de asemenea, îndrăgostit de ea în secret.
Între timp, încep tulburări sociale ca o provocare la adresa statului roman al orașului în timp ce păgânii și creștinii intră în conflict. Când creștinii încep să profaneze statuile zeilor păgâni, păgânii, printre care și Oreste și tatăl Hypatiei, pregătesc o ambuscadă creștinilor pentru a strivi influența lor în creștere. Cu toate acestea, în lupta care a urmat, păgânii sunt depășiți numeric, în mod neașteptat, de către o gloată mare de creștini. Tatăl Hypatiei este grav rănit și Hypatia și păgânii se refugiază în Biblioteca Serapeum. Asediul creștin asupra bibliotecii se termină atunci când un trimis al împăratului roman declară că păgânii sunt iertați, dar creștinilor trebuie să li se permită să intre în bibliotecă și să facă cu ea tot ce doresc. Hypatia și păgânii fug, încercând să salveze cele mai importante manuscrise, înainte ca creștinii să intre în bibliotecă și să distrugă conținutul acesteia. Davus alege să se alăture forțelor creștine. Mai târziu, el revine cu un gladius și începe s-o agreseze sexual, dar curând începe să plângă și-i oferă sabia ei. Ea însă îi scoate însemnele de sclav și îl eliberează.
Câțiva ani mai târziu, Oreste, acum convertit la creștinism, este prefect al Alexandriei. Hypatia continuă să investigheze mișcările Soarelui, Lunii, a celor cinci "rătăcitori"  cunoscuți (planete)  și stelele. Unii creștini ridiculizează gândirea că Pământul este o sferă, argumentând că oamenii din partea de sus ar cădea de pe Pământ. Atunci când îl întreabă pe Davus care este opinia sa, el evită conflictul prin a spune că numai Dumnezeu cunoaște aceste lucruri. 
Hypatia investighează și modelul heliocentric al sistemului solar propus de Aristarh din Samos; cu un obiect aruncat de pe catargul unei nave aflate în mișcare ea îi demonstrează lui Oreste că o posibilă mișcare a Pământului nu ar afecta mișcarea, față de Pământ, a unui obiect care cade pe Pământ. Cu toate acestea, din cauza obiecțiilor religioase aduse heliocentrismului, creștinii i-au interzis lui Hypatia să mai predea la școală. Creștinii și evreii intră în conflict, având loc acte violente de ambele părți.
Conducătorul creștinilor, Cyril (Sami Samir), consideră că Hypatia are prea multă influență asupra lui Oreste și pregătește o ceremonie publică în scopul de a-l forța pe Orestes s-o supună. Fostul elev al Hypatiei, Synesius, acum episcop de Cirene, vine în salvare ei ca o autoritate de contrapondere religioasă, dar afirmă că nu o poate ajuta dacă nu acceptă creștinismul; dar ea îl refuză. Hypatia face o descoperire personală, teoretizând ca Pământul se rotește în jurul Soarelui într-o mișcare eliptică, nu circulară, cu Soarele într-unul dintre focare. Cyril convinge mulțimea de creștini că Hypatia este o vrăjitoare și ei promit să o omoare. Davus încearcă să o avertizeze dar este capturat de către gloată. Ei o prind pe Hypatia și o dezbracă și sunt pe cale de a jupui de vie, dar Davus convinge mulțimea s-o ucidă cu pietre. În timp ce toată lumea caută pietre, Davus o sufocă în secret pentru a o scuti de durerea de a fi omorâtă cu pietre și spune gloatei că ea a leșinat. Davus pleacă în timp ce oamenii încep să arunce cu pietre în ea.

## Distribuție
- Rachel Weisz ca Hypatia din Alexandria. Weisz era deja un fan al lucrărilor lui Amenábar atunci când ea a primit scenariul și a fost foarte interesată de acest rol.[5]
- Max Minghella ca Davus, sclavul tatălui Hypatiei. Davus este îndrăgostit de Hypatia, dar aceasta este o dragoste neîmpărtășită, de aceea Davus se creștinează. Personajul este fictiv, neavând o bază istorică.[6]
- Oscar Isaac ca Oreste. Student al Hypatiei, Oreste este un aristocrat, care ca și Davus, se îndrăgostește de ea, având o prietenie puternică cu Hypatia.[6] Isaac era familiarizat cu istoria creștinismului timpuriu din timpul perioadei reprezentate în film, dar ca și Weisz, nu a auzit de Hypatia înainte de a adera la acest proiect.[7]
- Sami Samir ca Sfântul Chiril al Alexandriei
- Manuel Cauchi ca Teofil al Alexandriei, unchiul lui Chiril
- Ashraf Barhom ca  Ammonius, un călugăr parabalani
- Michael Lonsdale ca Theon al Alexandria, tatăl Hypatiei
- Rupert Evans ca Synesius din Cyrena
- Homayoun Ershadi ca Aspasius, vechi slav. Acesta este asistent al Hypatiei, ajutând-o în diferite cercetări.

## Primire

### Critica de film
Un epic vizual impunător, de mare cultură, care ecranizează ambițios pentru prima dată unul dintre momentele de răscruce din istoria Occidentului. 
Scriitorul britanic și critic de film Peter Bradshaw de la The Guardian l-a lăudat pe Alejandro Amenábar și filmul său, descriind Agora ca "un film ambițios, cerebral și complex... spre deosebire de majoritatea filmelor toga, aceasta nu se bazează pe efecte CGI, ci pe dramă reală și idei." Bradshaw a apreciat, de asemenea, rolul Rachelei Weisz ca Hypatia, numind-o "o performanță remarcabilă". Scenaristului american și critic de film Roger Ebert i-a plăcut filmul și i-a acordat trei stele din patru. El a spus: ".. M-am dus să văd Agora așteptându-mă la un [film] epic cu săbii, sandale și sex. Am găsit săbii și sandale, unele opinii neașteptate despre sex și mult mai mult."
Filmul are un rating de 52% "Rotten" pe Rotten Tomatoes bazat pe 87 comentarii.

### Răspunsul creștinilor
Observatorio Antidifamación religiosa (Observatorul religios împotriva defăimării), un grup catolic spaniol, a susținut că filmul "promovează ura împotriva creștinilor și consolidează clișee false despre Biserica Romano-Catolică." Michael Ordona de la Los Angeles Times recunoaște că filmul a fost criticat pentru "disprețul perceput împotriva creștinilor", dar că "lipsa de condamnare a dogmei specifice face ca ținta filmului să fie, în general, fundamentalismul".

### Distincții
Agora a fost nominalizat la 13 premii Goya, câștigând 7. Filmul a câștigat Premiul de Film al Fundației Alfred P. Sloan (25 milioane $) în 2009 la Festivalul Internațional de Film de la Hamptons.

## Vezi și
- Listă de filme despre Egiptul antic
- Listă de filme despre Roma antică
- Listă de filme spaniole din 2009
- Listă de filme istorice din anii 2000